# Store Gribsø
Store Gribsø är en sjö i Danmark. Den ligger i Region Hovedstaden, i den östra delen av landet. Store Gribsø ligger 52 meter över havet. Den ligger i skogen Gribskov på ön Sjælland. Den högsta punkten i närheten är 81 meter över havet, 1,0 km nordost om Store Gribsø. I omgivningarna runt Store Gribsø växer i huvudsak blandskog.
En legend säger att sjön är bottenlös och att det beror på Guds vrede. Legenden säger också att det en gång låg ett nunnekloster här. Nunnorna var dock mer intresserade av munkarna i Esrum kloster än av Gud. Därför öppnade sig marken och slukade klostret som sjönk, därmed uppstod sjön. Det sägs att man under stillsamma kvällar fortfarande kan höra klosterklockorna ringa från djupet.
Även om sjön med sitt mörka vatten ser bottenlös ut är den enkla förklaringen att Gribsø er en så kallad dystrof sjö. En sådan sjö är både sur och mycket humusrik. Humusämnen färgar vattnet brunt och gör att man inte kan se sjöns botten, trots att det största djupet bara är 11 meter. Sjön har inget direkt tillflöde och heller ingen naturlig avrinning, därför har sjöns vatten en förhållandevis lång omloppstid, i genomsnitt cirka 2 till 3 år. När Frederiksborgs slott i Hillerød byggdes fördes vatten från Gribsø genom en kanal till Frederiksborg Slotssø. Rester av denna kanal kan fortfarande skönjas i den närliggande terrängen.